# Sofia de Holszany
Sofia Holszany (em lituano:  Sofija Alšėniškė; em bielorrusso:  Соф'я Гальшанская; em polonês/polaco:  Zofia Holszańska, nascida por volta de 1405, falecida em 21 de setembro de 1461) foi uma rainha consorte da Polônia e grã-duquesa da Lituânia entre 1422 a 1434.
Sofia Holszany nasceu em cerca de 1405. Era filha de André Holszany e da sua esposa, Alexandra Holszany. O seu pai faleceu quando Sofia ainda era criança, o que levou Sofia, a sua mãe e sua irmã mais velha (Wasilisa Holszany) a irem morar na cidade de Drutsk (que atualmente não existe) com o seu tio materno, Siemion Drucki.
Sofia foi criada na fé ortodoxa, e o seu nome ortodoxo era "Sonka". O seu nome só foi alterado após a sua conversão. 
A mesma não teve acesso a uma boa educação, sendo analfabeta.
A 12 de maio de 1420, a terceira esposa de Ladislau II Jagelão da Polônia, a Rainha da Polónia, Isabel Granowska, faleceu vítima de tuberculose. Deixando assim, Ladislau II viúvo novamente, sem seu desejado herdeiro varão, tendo apenas uma filha no seu segundo casamento com Ana Celje.
Entre 1420–1421, Ladislau viajou para a Lituânia. E em Drutsk, foi sugerido que ele se casasse com a irmã mais velha de Sofia, Wasilisa Holszany. Porém, Ladislau II negou. Segundo a ele: "A moça era forte, e eu um homem velho, não ousei tentá-la". O velho Ladislau então optou por casar-se com Sofia. Como na época era tradição que a irmã mais velha se casasse primeiro, foi arranjado um casamento para Wasilisa Holszany com Ivan Bielski, filho do meio-irmão de Ladislau II, Vladimir Olgerdovich, em 1421. E então, Sofia pode finalmente casar-se com Ladislau II Jagelão da Polônia. 
Antes do seu casamento (em fevereiro de 1422), foi batizada e se converteu ao católicismo. E em cerca de 7 ou 24 de fevereiro de 1422, Sofia e Ladislau casaram-se em uma cerimônia formal em Novogrudok, na atual Bielorrússia. 
Após o seu casamento Sofia mudou-se com Ladislau para Cracóvia onde não foi bem recebida pela nobreza polaca, que não apoiava o novo casamento do rei Ladislau.
Sofia teve três filhos varões com o rei Ladislau II Jagelão, por esta ordem: Ladislau III da Polônia (nascido em 1424 — Cracóvia e falecido a 1444 — perto de Varna), Casimiro Jagelão (nascido em 1426 — Cracóvia e falecido em 1427), e Casimiro IV Jagelão da Polônia (nascido em 1428 — Cracóvia e falecido em 1492 — Castelo de Hrodna) garantindo assim a continuidade da dinastia jaguelônica.
Ladislau II faleceu 1 de julho de 1434, e foi sucedido por seu filho, Ladislau III, que assumiu o trono aos 10 anos de idade. Porém, Sofia foi privada da sua regência, e não exerceu qualquer papel político significativo durante o reinado do seu filho. 
Ladislau III faleceu durante a Cruzada de Varna, em 1444, aos 20 anos de idade, começando um período de Interregno que seguiu-se entre 1444 a 1447. E por fim, Ladislau III foi sucedido pelo outro filho de Sofia, Casimiro IV.
Sofia foi mais ativa politicamente durante o Reinado de Casimiro, participando no conselho real. A mesma também esteve presente no casamento do filho Casimiro IV com Isabel da Áustria em 1454, e até testemunhou o nascimento de alguns de seus treze netos, tais como: Vladislau II da Hungria, Edviges Jagelão, Casimiro de Cracóvia, João I Alberto da Polônia e Alexandre Jagelão da Polônia.
Infelizmente, Sofia faleceu em 21 de setembro de 1461 aos 55/56 anos de idade, pouco depois do nascimento de seu quinto neto, Alexandre Jagelão da Polónia. Sendo a causa mais provável para a sua morte Intoxicação alimentar, pois de acordo com o que as fontes descrevem, Sofia comeu muitos melões e recusou tratamento médico após adoecer em decorrência disso, conduzindo à sua morte prematura.